# Sven Davidson
Sven Davidson (Borås, 13 de Julho de 1928 - Arcadia, 28 de Maio de 2008) foi um tenista profissional suecoque ganhou o título de simples do Aberto da França em 1957 e Wimbledon nas duplas em 1958.
Ajudou a Suécia a ganhar o título da Copa Davis em 1975. Na competição, Davidson, que morreu em 2008, ainda é o sueco com mais vitórias nas duplas pela Suécia: ele venceu 62 jogos nos 36 confrontos que disputou ao longo de 11 anos.

## Grand Slam finais

### Simples (1 título, 2 vices)
| Resultado | Ano  | Campeonato       | Piso   | Oponente     | Placar             |
| --------- | ---- | ---------------- | ------ | ------------ | ------------------ |
| Vice      | 1955 | Aberto da França | Saibro | Tony Trabert | 6–2, 1–6, 4–6, 2–6 |
| Vice      | 1956 | Aberto da França | Saibro | Lew Hoad     | 4–6, 6–8, 3–6      |
| Campeão   | 1957 | Aberto da França | Saibro | Herbie Flam  | 6–3, 6–4, 6–4      |

### Duplas (1 título)
| Resultado | Ano  | Campeonato | Parceiro    | Oponentes                  | Placar        |
| --------- | ---- | ---------- | ----------- | -------------------------- | ------------- |
| Campeão   | 1958 | Wimbledon  | Ulf Schmidt | Ashley Cooper Neale Fraser | 6–4, 6–4, 8–6 |